# Václav Jurečka
Václav Jurečka (ur. 26 czerwca 1994) – czeski piłkarz, grający na pozycji napastnika. W sezonie 2022/2023 zawodnik Slavia Praga. 

## Kariera klubowa

### Początki i gra w SFC Opava (2002–2020)
Wychowanek SFC Opava, w juniorskich drużynach grał w latach 2002–2012. W seniorskim zespole zadebiutował 20 października 2012 roku w meczu przeciwko FC MAS Taborsko, wygranym 2:0, grając dwie minuty. Pierwszego gola strzelił 17 listopada w meczu przeciwko Viktorii Zizkov, przegranym 1:2. Do siatki trafił w 72. minucie. Pierwszą asystę zaliczył 11 maja 2013 roku w meczu przeciwko FK Caslav, przegranym 2:3. Asystował przy golu w 70. minucie. Łącznie zagrał 143 mecze, strzelił 28 goli i zaliczył 5 asyst.

#### Wypożyczenie do Sparty Kolin (2014)
1 lipca 2014 roku został wypożyczony do Sparty Kolin. W tym klubie zadebiutował 3 sierpnia w meczu przeciwko 1.SC Znojmo, przegranym 0:4, grając cały mecz. Łącznie zagrał 11 meczów.

### 1. FC Slovácko (2020–)
1 stycznia 2020 roku trafił do 1. FC Slovácko. W tym zespole zadebiutował 22 lutego w meczu przeciwko Mladzie Boleslav, zremisowanym 0:0, grając 29 minut. Pierwszego gola strzelił 27 czerwca w meczu przeciwko Bohemians 1905, przegranym 2:1. Do siatki trafił w 2. minucie. Pierwsze asysty zaliczył 23 stycznia 2021 roku w meczu przeciwko Bohemians 1905, wygranym 1:3. Asystował przy golach w 32. i 37. minucie. Łącznie do 27 stycznia 2022 roku zagrał 55 meczów, strzelił 18 goli i zanotował 4 asysty.

## Kariera reprezentacyjna
Zagrał jeden mecz w reprezentacji do lat 19.